# 城島國広
城島 國弘（じょうじま くにひろ、1919年8月4日  - 2001年3月9日）は、日本の経済学者。名古屋大学名誉教授。元四日市大学学長。

## 人物・経歴
満州国大連市生まれ。大連第二中学校を経て、1942年第二高等学校文科乙類卒業。1945年に東京帝国大学経済学部経済学科卒業後、大蔵省入省。1950年名古屋大学経済学部助教授。1964年名古屋大学経済学部教授。1968年名古屋大学経済学部長。1975年名古屋大学経済学博士。退官後、中部工業大学教授、四日市大学学長。1995年勲三等旭日中綬章受章。

## 著書
- 『経済発展と経済社会の構造 : 地域政策および新農業政策の基礎理論』巌松堂出版 1963年
- 『経済秩序の世界像』東洋経済新報社 1967年
- 『立体農業論 : 農業の課題と展望』東洋経済新報社 1974年
- 『日本病診断 : 日本の選択した自由』地球社 1982年
- 『大連港 : ありし都の物語』大阪書籍 1986年
- 『社会のライフ・サイクル』名古屋大学経済学会 1991年